# Muck
Muck je priimek v Sloveniji in tujini. Po podatkih Statističnega urada Republike Slovenije je na dan 1. januarja 2010 v Slovenjiji uporabljalo ta priimek 17 oseb.  

## Znani slovenski nosilci priimka
- Deja (Tadeja) Muck (*1971), prof. NTF UL za grafično tehnologijo in fraktalno risanje
- Desa Muck (*1955), (mladinska) pisateljica, igralka, televizijska voditeljica, dramatičarka, kolumnistka in publicistka
- Kristijan Muck (*1941), igralec, pesnik, esejist, dramatik in režiser
- Marlenka Stupica (r. Muck) (1927—2022), slikarka, ilustratorka
- Nanča Muck, pevka, pevska pedagoginja (petje - jazz)
- Oton Muck (1899—1994), agronom, univ. prof.
- Peter Muck (1930—2023), gradbeni inženir-strokovnjak za vodarstvo, glasbenik-harmonikar, alpinist, pisec spominov

## Znani tuji nosilci priimka
- Anna-Katharina Muck (*1969), nemška igralka
- Karl Muck (1859—1940), nemški dirigent
- Peter Muck (1919—2011), nemški glasbenik, violinist